# Phare de Llanes
Le phare de Llanes est un phare situé sur Punta de San Antón, à l'entrée du port de Llanes, dans la province des Asturies en Espagne.
Il est géré par l'autorité portuaire de Gijón.

## Histoire
Ce phare a été mis en service le 30 septembre 1860. Il avait été électrifié en 1920. lourdement endommagé par le feu en 1946, a été remplacé par une tour provisoire en 1950.
Le phare a été reconstruit et mis en service en 1961. Auparavant, en 1959, un radiophare est entré en service. 
C'est une tour octogonale en maçonnerie de 8 m de haut, avec galerie et lanterne, attachée au front d'une maison de gardien de deux étages. L'édifice, en bord de falaise, est peint en blanc et le toit est en tuile vert foncé. Le dôme de la lanterne est argent métallisé.
Sa hauteur focale est de 18 m au-dessus du niveau de la mer. C'est un feu à occultations à 4 éclats toutes les 15 secondes, visible jusqu'à 15 milles nautiques (environ 24 km).
Identifiant : ARLHS : SPA319 ; ES-01640 - Admiralty : D1582 - NGA : 2116.
|          |
| Le phare |